# Эмма (роман, 1854)
Э́мма (англ. Emma) — незаконченный роман английской классической писательницы Шарлотты Бронте.
Незадолго до своей смерти в 1854 году, Шарлотта начала писать этот роман, но, успела написать лишь 20 страниц. Однако две писательницы — Констанс Сейвери и Клэр Бойлан, «дописали» свои версии продолжения романа. Книга второго автора вышла в 2003 году под названием «Эмма Браун».